# Abwasserfahne
Die Abwasserfahne ist eine unterhalb einer Abwassereinleitungsstelle in ein Gewässer sichtbare, oft aber nur fotografisch oder durch chemische Methoden erfassbare Gewässerverschmutzung.
Wenn Abwässer in Flüsse, Seen oder das Meer eingeleitet werden, vermischen sie sich nicht sofort mit dem dortigen Wasser. Das Schmutzwasser bildet sehr häufig Schlieren, Wasserfahnen, Wasserblasen, Wasserkörper oder Wasserinseln, die mangelhaft oder undurchmischt zusammenbleiben und in mehr oder weniger großen Gebieten biologische Schäden verursachen. Im Bereich einer solchen Abwasserfahne bilden sich häufig Algen und fädige Bakterienansammlungen (Abwasserpilz). Ein Schaden in der biologischen Kette kann weiterwirken auf die Nahrungstiere der Garnelen und Fische und damit mittelbar auf diese selbst oder auf deren Ei- und Jugendstadien, was zu Ertragseinbußen in der Fischereiwirtschaft führt. Die Wasserqualität wird nach Gewässergüteklassen sortiert.